# Qyzylaghash
Qyzylaghash är en ort i Kazakstan.   Den ligger i oblystet Almaty, i den östra delen av landet, 900 km sydost om huvudstaden Astana. Qyzylaghash ligger 503 meter över havet och antalet invånare är 2 256.
Terrängen runt Qyzylaghash är platt åt nordväst, men åt sydost är den kuperad. Runt Qyzylaghash är det mycket glesbefolkat, med 4 invånare per kvadratkilometer. Det finns inga andra samhällen i närheten. Trakten runt Qyzylaghash består i huvudsak av gräsmarker.